# Синхронна мережа континентальної Європи

Мапа європейських організацій — операторів систем передачі (регіональні групи): Континентальна Європа, Нордична, Балтійська, Велика Британія та Ірландія/Північна Ірландія (колишні UCTE, UKTSOA, NORDEL, ATSOI, IPS/UPS)).

Синхронна мережа Континентальної Європи (також відома як Континентальна синхронна зона; раніше відома як мережа UCTE) є найбільшою синхронною електричною мережею (за підключеною потужністю) у світі. Вона з'єднана між собою як одна однофазна електрична мережа з частотою 50 Гц, яка забезпечує понад 400 мільйонів споживачів у 24 країнах, включаючи більшість країн Європейського Союзу. У 2009 році до мережі було підключено 667 ГВт виробничих потужностей, що забезпечували приблизно 80 ГВт операційного резерву. Оператори систем передачі, які експлуатують цю мережу, утворили Союз координації передачі електроенергії (UCTE), який зараз є частиною Європейської мережі операторів систем передачі електроенергії (ENTSO-E).

## Площа

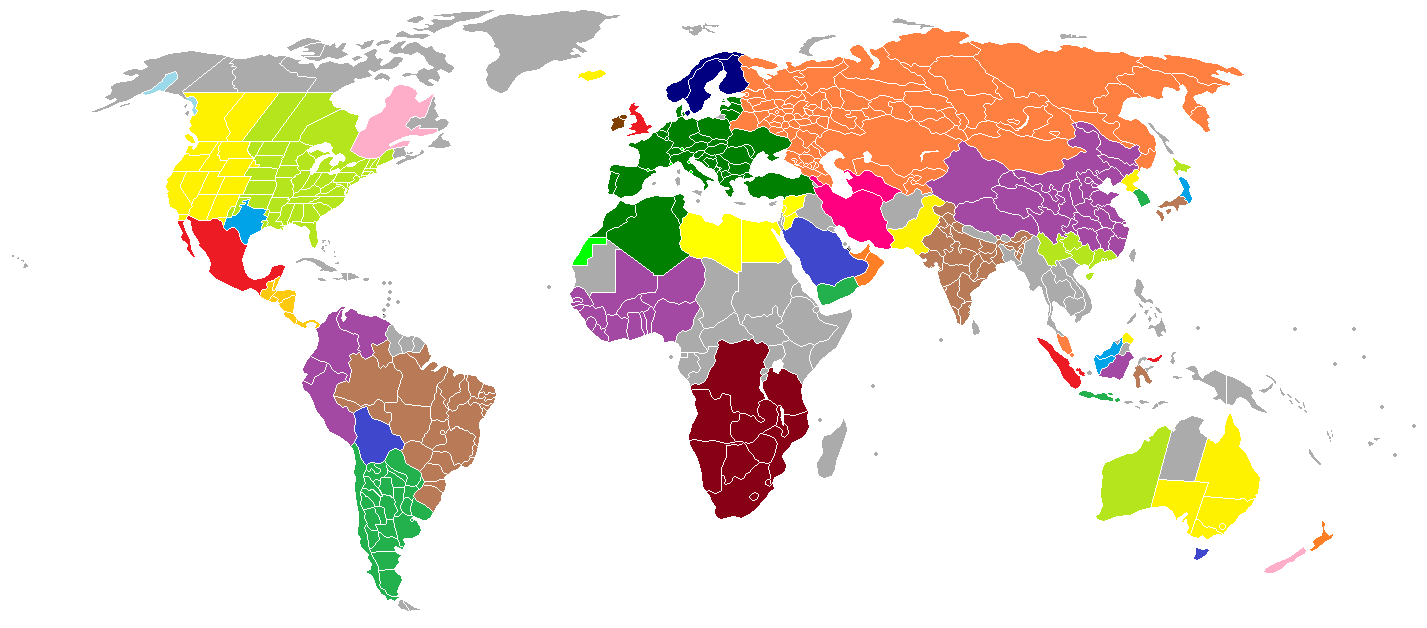
Мапа синхронних мереж світу

Синхронна мережа континентальної Європи охоплює територію регіональної групи ENTSO-E континентальної Європи та деякі сусідні країни, які не залучені до ENTSO-E. Синхронна мережа включає частину або всю територію Австрії, Бельгії, Боснії та Герцеговини, Болгарії, Хорватії, Чехії, Данії (західна частина), Естонії, Франції, Німеччини, Греції, Угорщини, Італії, Латвії, Литви, Люксембургу, Чорногорії, Нідерландів, Північної Македонії, Польщі, Португалії, Румунії, Сербії, Словаччини, Словенії, Іспанії, Швейцарії та України як членів регіональної групи ENTSO-E континентальної Європи. Албанія працює з національною мережею синхронно з синхронною мережею континентальної Європи. Мережі Марокко, Алжиру та Тунісу синхронізовані з європейською мережею через Гібралтарську лінію змінного струму і утворюють SWMB. У квітні 2015 року мережа Туреччини була синхронізована з європейською.
Не зважаючи на синхронність, деякі країни працюють майже у режимі енергоострова, з низькою зв'язаністю з іншими країнами. Європейська Комісія вважає високу зв'язаність корисною і склала перелік з декількох проєктів, для посилення міжмережного взаємозв'язку між національними енергосистемами, під назвою Проєкти загального інтересу. Однак національні електромережі також необхідно модернізувати, аби справлятися зі збільшеними потоками електроенергії, задля реалізації цінностей вільного ринку енергії в ЄС.

### Перелік рівня міжмережного з'єднання електромереж
Міжмережне з'єднання електромереж у відсотках (EIL = рівень міжмережної з'єднанності електромереж) від встановленої потужності виробництва електроенергії у 2014 році; ЄС має на меті досягнути не менше 10 %.
| Країна                | EIL   |
| --------------------- | ----- |
| Люксембург            | 245 % |
| Хорватія              | 69 %  |
| Словенія              | 65 %  |
| Словаччина            | 61 %  |
| Данія                 | 44 %  |
| Фінляндія             | 30 %  |
| Угорщина              | 29 %  |
| Австрія               | 29 %  |
| Швеція                | 26 %  |
| Бельгія               | 17 %  |
| Нідерланди            | 17 %  |
| Чехія                 | 17 %  |
| Греція                | 11 %  |
| Болгарія              | 11 %  |
| Німеччина             | 10 %  |
| Франція               | 10 %  |
| Ірландія              | 9 %   |
| Італія                | 7 %   |
| Румунія               | 7 %   |
| Португалія            | 7 %   |
| Об'єднане Королівство | 6 %   |
| Польща                | 4 %   |
| Іспанія               | 2 %   |
| Кіпр                  | 0 %   |

## Острівні електричні мережі
Британська мережа не синхронізована з частотою континентальної Європи, але вона з'єднана з нею з використанням високовольтних ліній постійного струму (ВЛПС), таких як HVDC Cross-Channel, BritNed та Nemo. У 2014 році, до того, як Nemo Link запрацював, рівень міжмережної зв'язанності електромережі континентальної Європи з електромережею у Сполученому Королівстві становив 6 %.
Подібним чином Нордична регіональна група ENTSO-E (колишня NORDEL), що складається з Норвегії, Швеції, Фінляндії та східної частини Данії (Зеландія з островами та Борнгольмом), не синхронізована з континентальною Європою, але має деяку кількість несинхронних з'єднань постійного струму з мережею континентальної Європи. Готланд не синхронізований із материком Швеції, оскільки він з'єднаний за допомогою ВЛПС.
Мережі Ірландії та Північної Ірландії утворюють ірландську регіональну групу ENTSO-E, яка ще не з'єднана з мережею континентальної Європи, але має з'єднання постійного струму з британською мережею через високовольтні лінії постійного струму Moyle та міжмережного з'єднувача Схід-Захід.
Мережа регіональної групи ENTSO-E Baltic, що складається з Литви, Латвії та Естонії, в даний час є частиною IPS/UPS системи, також вона взаємопов'язана з Нордичною мережею на рівні 10 % (від загальних потужностей виробництва цих трьох країн) через ВЛПС Estlink та NordBalt, які функціонують з 2015 року. Бальтійські країни також з'єднані з мережею континентальної Європи через з'єднання Литва -Польща .
Мережі Ісландії та Кіпру ще не пов'язані між собою з іншими мережами. Мальта під'єднана на рівні 35 % за допомогою міжмережного з'єднувача Мальта-Сицилія, введеного в експлуатацію в 2015 році.

## Майбутні плани розширення
UCTE/ENTSO-E та відповідні компанії-оператори систем передачі планують наступне розширення мережі та синхронної частоти:
1. Синхронне з'єднання Туніс-Лівія — це дозволить поширити частоту континентальної Європи на Лівію, Єгипет, Йорданію, Сирію та Ліван (останні п'ять країн складають блок SEMB проекту Середземноморського кільця електроенергії .

Подальші можливості — це розширення Нордичної регіональної групи країн, міжмережеве з'єднання Туреччини та Іраку та концепція DESERTEC для з'єднання з мережами інших країн Близького Сходу. У минулому мережі Вірменії та Туркменістану були частиною єдиної радянської системи, але наразі вони підключені до іранської мережі.